# Cisco (cantautore)
Cisco, pseudonimo di Stefano Bellotti (Carpi, 29 luglio 1968), è un cantautore italiano di musica folk rock.

## Biografia

### Prima deiModena City Ramblers

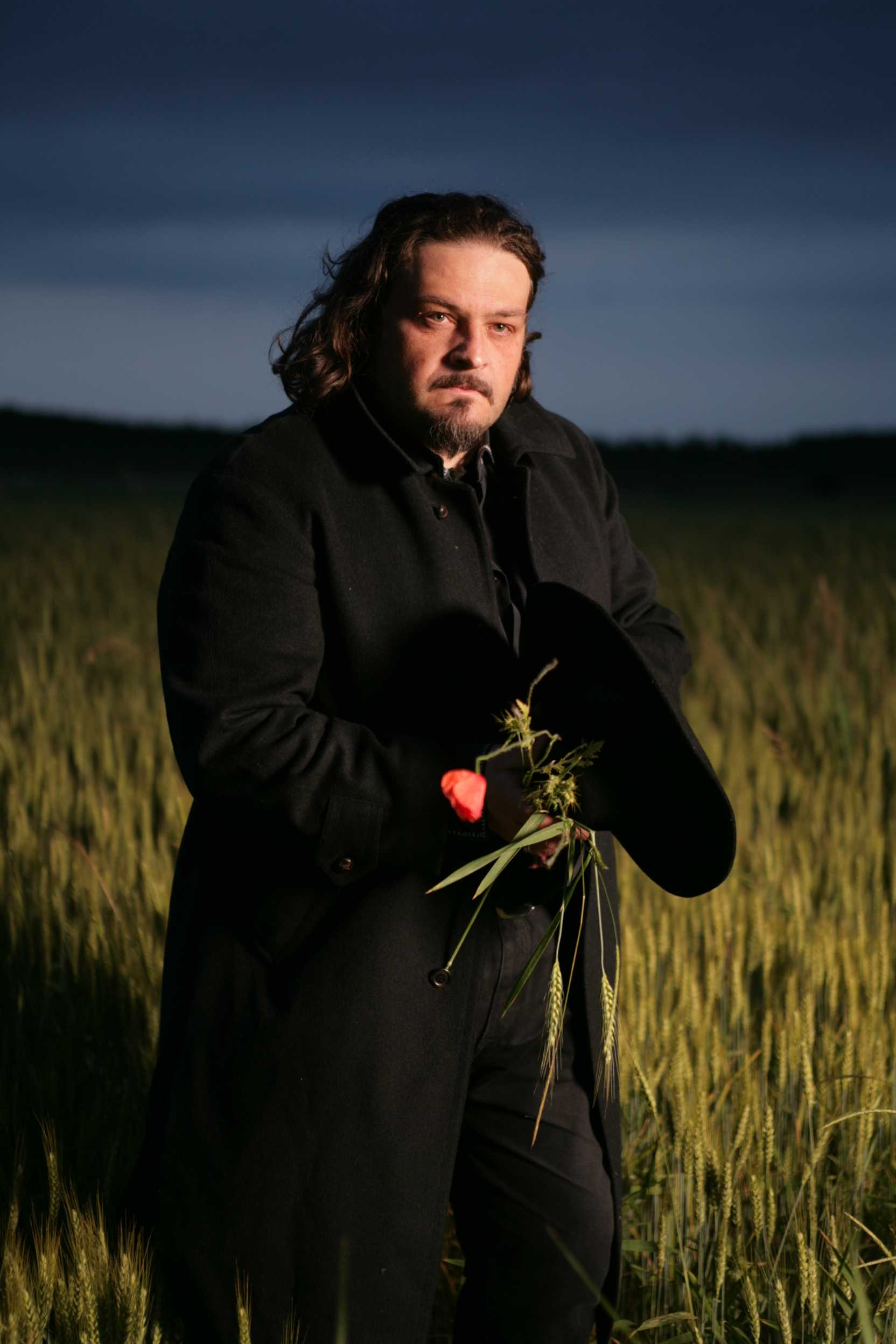
Stefano "Cisco" Bellotti

Il soprannome Cisco deriva dalla sua passione per il calcio. Infatti, tutte le volte che da ragazzo giocava a pallone con gli amici, indossava una maglietta con la scritta San Francisco, via via usuratasi fino a lasciare solo le ultime cinque lettere, per l'appunto Cisco.
Appassionato di musica fin da bambino, Cisco assimilò le canzoni e le musiche di molti cantautori italiani come Francesco Guccini, Lucio Dalla, Fabrizio De André, Francesco De Gregori, Roberto Vecchioni, Enzo Jannacci, attraverso gli ascolti del fratello maggiore Marco Bellotti. Successivamente iniziò ad ascoltare gruppi stranieri quali Beatles, Led Zeppelin, Deep Purple e Pink Floyd. Venne inoltre influenzato dal gruppo The Pogues, caratterizzato dall'utilizzo di flauti, fisarmoniche e violini, suonati con uno stile punk ed energico.
Iniziò quindi ad interessarsi alle sonorità folk, partendo dalla musica irlandese e britannica (Christy Moore, The Bothy Band, Planxty, Chieftains), passando per le sonorità balcaniche (Goran Bregović, Cociani Orchestra), fino ad approdare al mondo latino (Les Négresses Vertes, Mano Negra, Manu Chao, Buena Vista Social Club); anche artisti come Bob Dylan ebbero un ruolo importante nella sua crescita di cantautore.
Nei suoi testi la cultura e la curiosità per le radici prendono spunto dai racconti tramandati dai nonni e dagli anziani della famiglia sui partigiani, sulle storie del tempo di guerra e i canti della madre, ex mondina.
Un'altra fonte di ispirazione per Cisco fu la sua passione per i viaggi, che lo portò in giro per l'Europa, visitando paesi come Norvegia, Svezia, Danimarca, Inghilterra, Scozia, Ungheria e Spagna, fino ad arrivare al viaggio «che mi cambiò profondamente, culturalmente e musicalmente»: l'Irlanda. Fondamentale per Cisco fu inoltre il viaggio che fece in solitaria in Patagonia, sul finire del 1996, viaggio che segnò profondamente il suo pensiero, inserendo un immaginario utopistico latinoamericano al suo modo di pensare tipico di un europeo occidentale.

### L'esperienza con iModena City Ramblers(1992 - 2005)
Cisco incontrò i Modena City Ramblers nel febbraio del 1992, durante un loro concerto al Kalinka, un locale di Carpi. Interessato da quel gruppo che suonava musica irlandese in stile The Pogues, Cisco vi ci andò e venne invitato sul palco per eseguire alcuni brani dal repertorio irlandese, tra cui Wild Rover, Irish Rover e 'If I Should Fall From Grace With God. Da quel momento Cisco divenne, insieme ad Alberto Morselli, cantante dei Modena City Ramblers. Successivamente, con l'abbandono di Alberto, Cisco divenne l'unico cantante del gruppo.
Durante la sua permanenza nel gruppo, Cisco realizzò insieme alla band emiliana il demo tape d'esordio Combat Folk, nel 1993, e 9 successivi album: Riportando tutto a casa (1994), La grande famiglia (1996), Terra e libertà (1997), Raccolti (1998), Fuori campo (1999), Radio Rebelde (2002), Gocce (2004), ¡Viva la vida, muera la muerte! (2004) e Appunti partigiani (2005). Con i Ramblers vendette 700 000 dischi e collezionò oltre 1200 date in Italia e in Europa.
Nello stesso periodo Cisco collaborò con il gruppo Casa del vento, molto affini ai Ramblers come canzoni, tematiche e sonorità. Da questa collaborazione nacque l'album Novecento, pubblicato nel 2001, ispirato al famoso film di Bernardo Bertolucci e agli avvenimenti sociali e culturali che sconvolgevano il mondo in quel periodo. Alla pubblicazione dell'album seguì un tour insieme al gruppo Casa del Vento. Cisco abbandonò i Ramblers sul finire del 2005.

### La carriera da solista (2005 - ad oggi)
Con queste parole il 18 novembre 2005 i Modena City Ramblers annunciarono la separazione con Stefano Cisco Bellotti, che dichiarò di voler prendersi qualche mese di pausa.

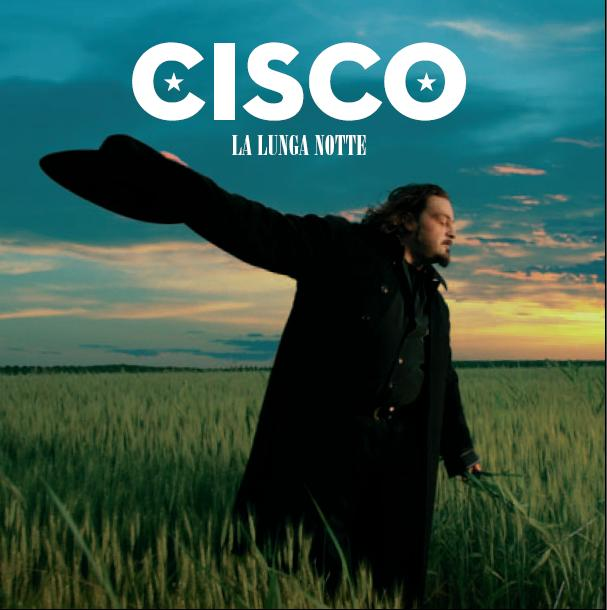
Copertina dell'album La Lunga Notte

#### La lunga notte
Dopo alcune collaborazioni nella realizzazione di dischi con altri artisti (come la Casa del vento e i Fiamma Fumana) Cisco si dedicò all'incisione del suo primo disco da solista, intitolato La lunga notte, uscito il 1º settembre 2006.
Il 27 ottobre 2007 registrò il tutto esaurito nella data conclusiva del Venite a Vedere Tour, presso l'auditorium Puecher di Milano. In questa occasione il cantautore di Carpi presentò una band di 6 elementi, tra i quali Francesco Magnelli (già tastierista dei CCCP). Lo stile di Cisco passa da sonorità gitane a vere e proprie canzoni d'autore.
L'8 gennaio 2008 Cisco diventa padre di Ettore Olmo Bellotti (al quale dedica la canzone Olmo dell'album Il mulo) e si divide tra l'Emilia e la Ciociaria, terra di cui è originaria la sua compagna Chiara. Durante un'intervista concessa alla ricetrasmittente PdCITV afferma di essere in attesa del secondogenito.

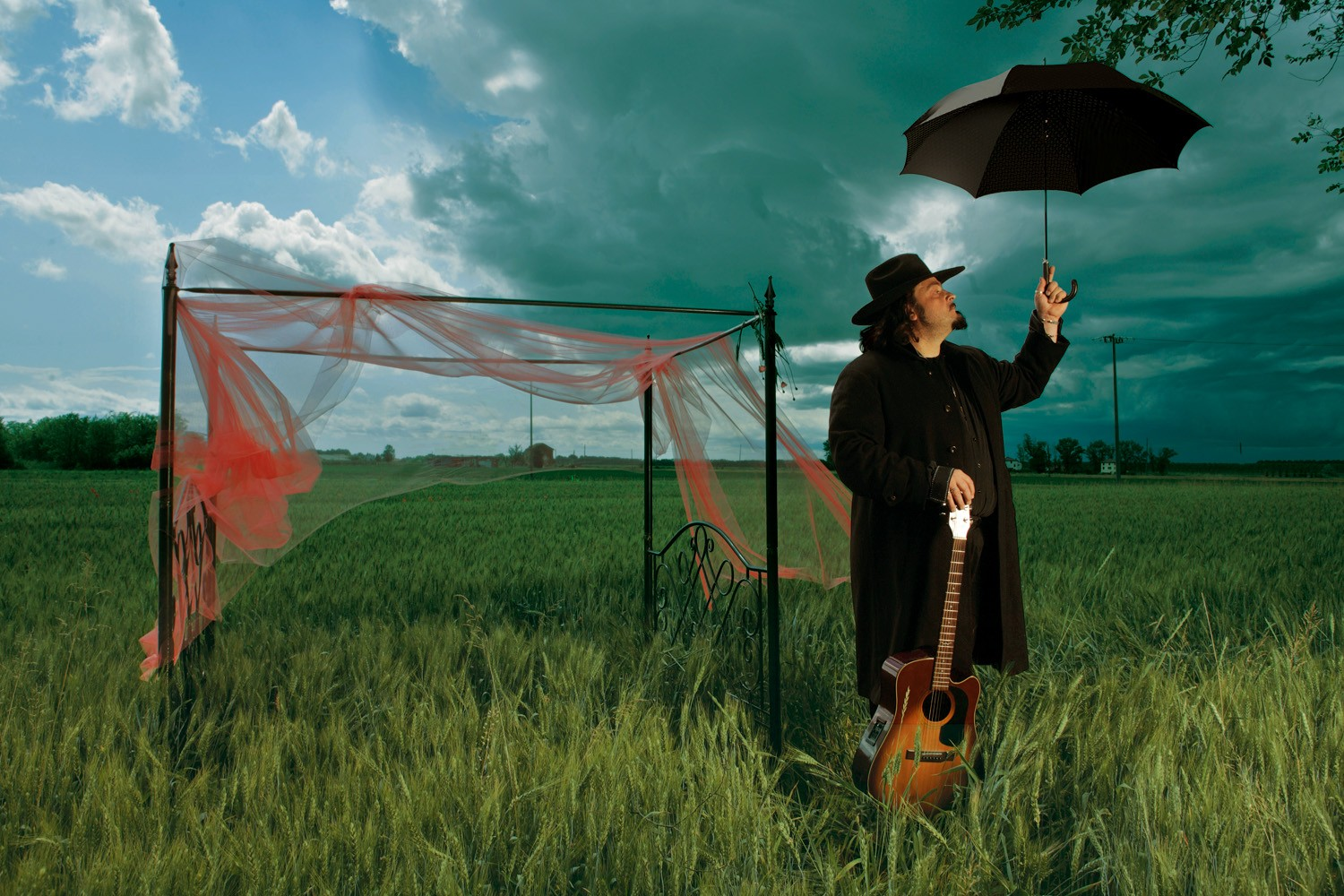
Servizio fotografico dell'album La Lunga Notte

#### Il mulo
Nel marzo 2008 annunciò l'inizio delle registrazioni del nuovo album dal titolo Il mulo, pubblicato il 5 settembre 2008. Il tema principale è la testardaggine, con la quale questo animale cerca una strada tutta sua, senza seguire le mode, senza cadere nella superficialità dell'apparire, continuando a resistere ai calci e alle bastonate che ogni giorno riceve. Il mulo trova nelle piccole soddisfazioni quotidiane quell'entusiasmo per fregarsene ed andare sempre avanti, con positiva cocciutaggine. In altre parole è l'esempio che ogni essere umano dovrebbero seguire. L'album vede la collaborazione di Giovanni Rubbiani (ex Modena City Ramblers) e di Francesco Magnelli (ex CSI).
Il 22 settembre 2008 Cisco si esibisce per la prima volta insieme ai Nomadi. L'evento avvenne a Torino; per l'occasione Cisco eseguì il brano Bella ciao in duetto con Danilo Sacco, per poi cimentarsi nell'Atomica cinese, brano di Francesco Guccini che Cisco aveva riproposto insieme ai Ramblers per il tributo ad Augusto Daolio, e in un'inedita versione di Io vagabondo.

#### Concerto del Primo Maggio 2009 a Roma
Con queste parole Cisco descrive la sua esibizione durante il Concerto del Primo Maggio a Roma nel 2009. Si esibisce con il solo ausilio del bodhrán (che riporta sul fianco la vistosa scritta W CiscoVox) davanti ad un pubblico di 800 000 persone. Esegue in ordine Terra rossa, Contessa e I cento passi.
Il 9 novembre 2009 nasce Bianca, la secondogenita della famiglia Bellotti.

#### Dal vivo - Volume Uno

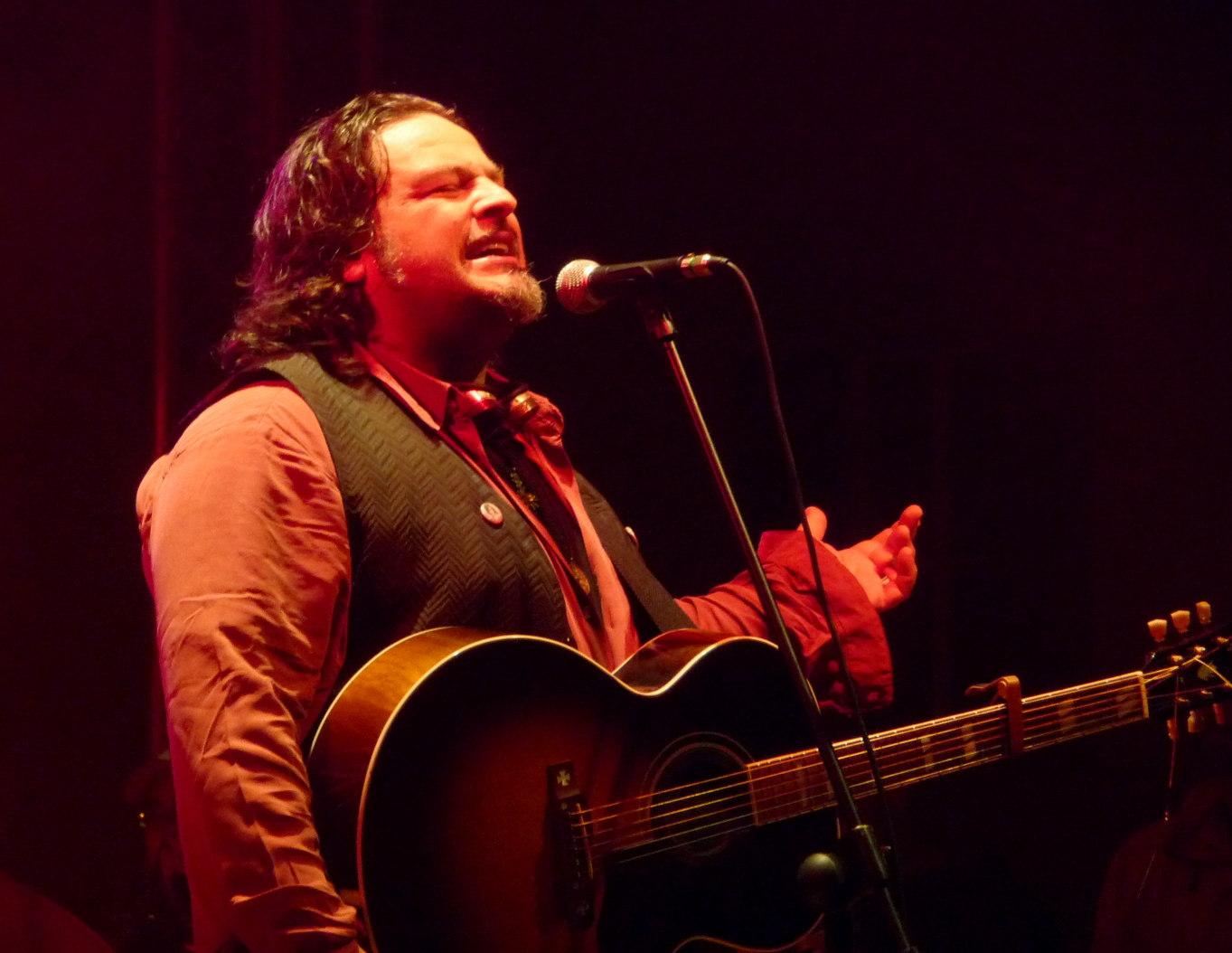
Stefano "Cisco" Bellotti durante il tour 2009

L'11 dicembre 2009 uscì l'album live Dal vivo - Volume uno. Il motivo principale che spinse Cisco alla realizzazione di un album del genere è nel desiderio dell'artista di cimentarsi con la dimensione a lui più congeniale, ovvero l'esibizione live.
L'album, che raccoglie esperienze ed esibizioni live, vide la collaborazione del gruppo Bandabardò, degli artisti Enzo Avitabile, Francesco Magnelli, dell'Orchestra Multietnica d'Arezzo e di Massimo Bubola.

#### 40 Anni Tour
Nel febbraio 2010 Cisco intraprese il tour 40 anni - Storie di Ramblers, d'innocenza, d'esperienza. Il tour vide protagonisti sul palco lo stesso Cisco (voce, bodhran e chitarra), Giovanni Rubbiani (chitarre) e Alberto Cottica (fisarmonica e tastiere), tre dei fondatori dei Modena City Ramblers. Il nome del tour venne scelto in quanto già titolo di una canzone dei Modena City Ramblers, nonché età del trio.
Il tour ottenne una buona presenza di pubblico. Furono circa una ventina le date che si svolsero per lo più in teatri o piccoli locali. Negli spettacoli a La Claque di Genova e al Teatro Salomone di Cherasco (quest'ultimo organizzato da Silvio Genesio e Licia Innocenti che sono tuttora grandi amici e colleghi di lavoro di Cisco) vennero registrate le tracce che diedero vita all'album 40 anni in concerto uscito nel 2016. Il CD, a tiratura limitata, fu distribuito ai sostenitori del crowdfounding per la realizzazione dell'album I Dinosauri.

#### Collaborazione con le Mondine di Novi
Il 23 aprile 2010, nell'auditorium polivalente a Fiera di Primiero, in provincia di Trento, si tenne il primo concerto di Fatica da coltivare, uno spettacolo frutto della collaborazione tra Cisco e il Coro delle Mondine di Novi.

#### Il premio ANPI
Il 25 aprile 2011 il cantautore venne insignito del Premio Renato Benedetto Fabrizi, nella sezione "arte". Il premio fu istituito dalla sezione ANPI di Osimo in provincia di Ancona ed è dedicato alla memoria dell'antifascista osimano Renato Fabrizi.

### A teatro con Giulio Cavalli
Tra il 2011 e il 2015 Cisco collaborò a due spettacoli scritti e interpretati da Giulio Cavalli. Si tratta dei monologhi teatrali intitolati L'innocenza di Giulio, nel quale viene raccontata la vicenda processuale della controversa figura di Giulio Andreotti, e L'amico degli eroi, nel quale viene ricostruito l'intreccio tra imprenditoria, politica e mafia partendo dai documenti processuali inerenti ai processi a Marcello Dell'Utri, Vittorio Mangano e Silvio Berlusconi. Cisco curò la parte musicale delle produzioni, componendo anche alcuni brani inediti e intervenendo ad alcune rappresentazioni con esecuzioni dal vivo.

### La temporanea reunion
Il 25 giugno 2012 Cisco si esibì allo Stadio Renato Dall'Ara in occasione del concerto Emilia: live; un evento organizzato per raccogliere fondi destinati ad aiutare le popolazioni colpite dal sisma insieme ai Modena City Ramblers, interpretando i brani Viva la Vida e I Cento Passi.

### Oh Belli Ciao
Nel 2014 uscì Oh Belli Ciao (Ecco perché ho lasciato i Modena City Ramblers) l'autobiografia romanzata scritta a quattro mani con l'amico Carlo Albè, il quale aveva già collaborato alla scrittura del testo del brano dedicato a Augusto Daolio contenuto nell'album Fuori i secondi. Il romanzo descrive il viaggio che porta Cisco verso Borgo Valsugana, dove si svolse l'ultimo concerto con i Modena City Ramblers, e raccoglie alcuni aneddoti riguardo ai 14 anni passati nel gruppo. All'uscita del libro seguì un tour di presentazione, che vide la partecipazione del coautore Carlo Albè.

### Indiani e cowboy
L’11 Aprile del 2019 esce il nuovo album di Cisco, Indiani e Cowboy e pubblicato con la Incipit Records, un disco nato in Emilia e finito in America, più precisamente in Texas, insieme al musicista e produttore Rick Del Castillo.
In occasione dell’uscita del nuovo album, Cisco, oltre a far uscire il primo singolo Erba Cattiva, avvia una campagna di Crowdfunding per tutti i fan che vogliono sostenere economicamente il progetto in cambio di ricompense.
Le ricompense prevedevano:
1) Lezione gratuita da parte di uno dei componenti della band di Cisco.
2) Canzone dedicata e spedita attraverso un video.
3) Cena con Cisco e la sua band, possibilità di assistere al concerto da sopra il palco e poter stare lì anche dopo la fine del concerto.

### Canzoni dalla soffitta
Con l’inizio del 2020 e l’arrivo del lockdown a causa del COVID-19, Cisco decide di avviare nei propri social un appuntamento fisso di canzoni cantate in diretta dalla sua soffitta, ciò darà a lui l’ispirazione per la creazione del suo nuovo album che non sarà composto da un CD ma da due, uno con canzoni inedite registrate in studio, e uno con canzoni cantate in live acustico e registrate direttamente nella sua soffitta.
Come per Indiani e Cowboy, Cisco decide di avviare una nuova campagna di crowdfunding mettendo anche varie ricompense:
1) Canzone dedicata, versione speciale dalla soffitta (chitarra voce) e inviati per mail.
2) Live streaming, un concerto esclusivo in diretta per tutti quelli sceglievano questa ricompensa
3) Live concert, possibilità di organizzare un concerto (in base ai DPCM per l’emergenza sanitaria) in massimo trio acustico.
4) Ricompense a tempo, possibilità di accaparrarsi memorabilie, CD, vinili, poster, magliette, cassette, pass e gadget vari fuori catalogo e ormai impossibili da reperire.
La campagna è riuscita a raggiungere la cifra di €25.664,00.
Alla fine l’album è uscito il 28 Ottobre 2021 e con una dedica a Erriquez, scomparso a Febbraio dello stesso anno.

### Non fa paura (bandabardò)

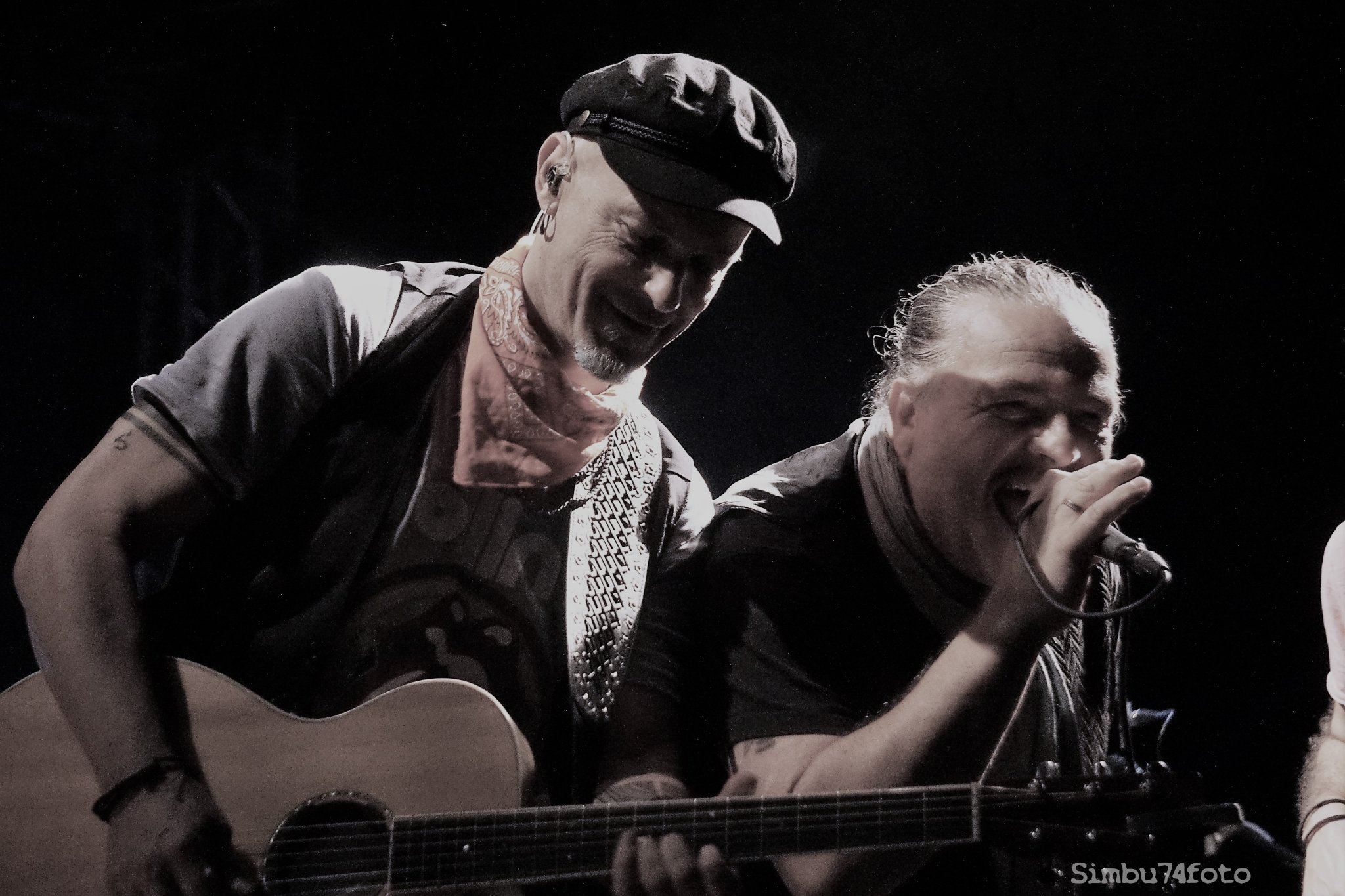
Cisco Bellotti con Finaz in un concerto di Bandabardò - Niente Paura Tour 2022 - Celico (CS)

Il 24 Gennaio 2022 la Bandabardò & Cisco comunicano nei vari social il loro nuovo progetto, un tour estivo insieme per una collaborazione e per far ripartire la macchina della band spezzata dalla perdita del cantante, durante le varie prove decidono di scrivere un singolo, riescono talmente bene nel loro intento che alla fine hanno registrato un album intero chiamato Non fa paura e iniziando così il Non fa paura Tour, l’album è stato registrato nel Bunker Studio di Cisco e finito al Moma recording, ed è stato prodotto da Finaz, Nuto e Cantax.
Per presentare l’album, la banda e Cisco suonano al Concerto del Primo Maggio 2022 In Patagonia, Manifesto e Cento Passi.
Il tour estivo è finito il 30 Settembre ad Alghero ed è durato circa 5 mesi, il giorno dopo Cisco ha comunicato che la collaborazione con la Bandabardò  non è finita e verranno annunciate novità, nel frattempo annunciano anche la vittoria del premio Pierangelo Bertoli insieme a Francesco Gabbani, Irene Grandi e Roberto Vecchioni.

## Discografia

### Da solista

#### Album in studio
- 2006 – La lunga notte
- 2008 – Il mulo
- 2012 – Fuori i secondi
- 2015 – Matrimoni e funerali
- 2016 – I dinosauri (con Alberto Cottica e Giovanni Rubbiani)
- 2019 – Indiani e Cowboy
- 2021 – Canzoni dalla soffitta + Live dalla soffitta

#### Album dal vivo
- 2009 – Dal vivo - Volume uno
- 2012 – 30 anni di ortodossia - Reggio Emilia 29 agosto 2012 (con Massimo Zamboni, Nada, Angela Baraldi, Fatur e Giorgio Canali)
- 2013 – Dal vivo - Volume due
- 2016 – 40 Anni - Storie di Ramblers, d’innocenza, d’esperienza (con Alberto Cottica e Giovanni Rubbiani)

#### Collaborazioni
- 2003 – I ratti della Sabina Circobirò, con il brano Il mercante
- 2006 – Gang Il seme e la speranza, voce e cori in This Land Is Your Land
- 2006 – Fiamma Fumana Onda, voce in Strade d'Appennino
- 2006 – Guido Foddis Italia Gangbang, voce in Il nuovo Eldorado
- 2006 – Casa del vento Il grande niente, voce in Per le strade
- 2009 – AA.VV. Nessuna pietà, voce in Popolo sovrano
- 2009 – Dal Profondo, con il brano I cento passi
- 2009 – Gli Avvoltoi Un uomo rispettabile
- 2010 – Banda Bassotti Check Point Kreuzberg - Live at SO36 - Berlin, voce in Bella ciao
- 2018 – Graziano Romani A ruota libera / Freewheeling: the duet album, voce in Moira del circo
- 2019 – Selvaggi Band Granelli di sale, voce in Per un pugno di sale
- 2021 – Fabio Curto Rive, Vol.2, voce in La Terra Dei Miei Figli
- 2022 – Bandabardò & Cisco - Non fa paura

### Con i Modena City Ramblers

#### Album
- 1993 – Combat folk
- 1994 – Riportando tutto a casa
- 1996 – La grande famiglia
- 1997 – Terra e libertà
- 1998 – Raccolti
- 1999 – Fuori campo
- 2002 – Radio Rebelde
- 2004 – Gocce
- 2004 – ¡Viva la vida, muera la muerte!
- 2005 – Appunti partigiani

#### Raccolte
- 2009 – Modena City Ramblers - The Universal Music Collection

### Con La Casa del Vento

#### Album
- 2001 – Novecento

## Videografia
- Per Sinarra.tv ha realizzato una video-narrazione di I Commitments di Roddy Doyle.